# Siempre bruja
 Siempre bruja es una serie de televisión colombiana de fantasía y comedia romántica creada por Caracol Televisión para Netflix. Con libretos de Ana María Parra, y dirigida por Mateo Stivelberg, Liliana Bocanegra y Felipe Cano. Está protagonizada por Angely Gaviria y se estrenó el 1 de febrero de 2019 la primera temporada, y el 28 de febrero de 2020 su segunda parte. Es una adaptación de la novela Yo, bruja de Isadora Chacón.

## Sinopsis
En Cartagena de Indias en el siglo XVII (año 1646), Carmen Eguiluz, una joven mujer mulata, esclava y bruja, hija de la curandera Paula de Eguiluz, es condenada a muerte en la hoguera por ser culpada de satanismo. Sin embargo, escapa de la muerte mediante un hechizo enseñado por el gran brujo Aldemar, viajando en el tiempo a Cartagena de 2019, a cambio de una promesa hecha al brujo de vencer a un ser maligno llamado Lucien, para así salvar a su amado Cristóbal a quien ella cree muerto y poder volver a su época.

## Primera temporada

### Reparto principal
- Angely Gaviria - Carmen Eguiluz
- Sebastián Eslava - Esteban
- Luis Fernando Hoyos - Aldemar
- Verónica Orozco - Ninibé
- Lenard Vanderaa - Cristóbal Aranoa
- Sofía Araújo - Alicia
- Dylan Fuentes - Johnny Ki
- Valeria Emiliani - Mayte
- Dubán Prado - Daniel
- Carlos Quintero - León

### Reparto recurrente
- José Restrepo - Lucho Gámez
- Norma Nivia - Ximena
- Biassini Segura - Tino
- Juan Manuel Mendoza - Dectective Corcel
- John Alex Castillo - Braulio
- Constanza Duque - Adelaida
- Mayra Luna - Hilda
- Indhira Serrano - Luisa
- Matthew Moreno - Oscar
- Manuel Navarro - Inquisidor
- Cristina Warner- Isabel de Aranoa
- Fernando Aranoa - Edu Martín
- Victoria Mosquera - Carmen
- Valerie Betarguinini - Científica
- Laura Rojas - Italiana
- Eduardo López - Ángel
- Marcela Vanegas - Corresponsal noticias
- Nina Caicedo -  Esclava hoguera
- Nelson Camayo - Rankawinnaka
- Mauricio Salas - Monje
- Mario Duarte - Papá de Johnny Ki
- Jimena Ángel - Mamá de Johnny Ki

## Segunda temporada

### Reparto principal
- Angely Gaviria - Carmen Eguiluz
- Óscar Casas - Kobo
- Sofía Araújo - Alicia
- Dylan Fuentes - Johnny Ki / Georgue "El audaz" Quintero
- Sebastián Eslava - Esteban
- Laura Archbold - Amanda
- Sebastián Osorio - Miguel
- Carlos Quintero - León
- Valeria Emiliani - Mayte
- Júnior González Ortiz - Antares
- Dubán Prado - Daniel

### Reparto recurrente
- Lenard Vanderaa - Cristóbal Aranoa
- Alejandra Villafañe - Tati
- Joao Agredo - Tomás
- José Robayo - Médico
- Víctor Navarro - Supervisor de seguridad
- Pedro Gilmore - Joel
- Antonio Cantilo - Guía turístico
- Jackie Osorio - Liona
- Lenard Vandera - Cristóbal
- Alejandro Gutiérrez - Andy
- Mayra Luna - Hilda
- Cristina Warner - Isabel de Aranoa
- Alejandra Lara - Ruth "medium"
- Jaisson Jeck - Agente seguridad
- Jaime Arbeláez - Juanjo
- Adrián Márquez - Soldado mazmorra
- Paula Galindo - Pautips
- Reykon - Como él mismo
- María Eugenia Arboleda - Paula Eguiluz

## Episodios
| Temporada | Temporada | Episodios | Episodios | Emisión original      | Emisión original      |
| --------- | --------- | --------- | --------- | --------------------- | --------------------- |
|           | 1         | 10        | 10        | 19 de febrero de 2019 | 19 de febrero de 2019 |
|           | 2         | 8         | 8         | 20 de febrero de 2020 | 20 de febrero de 2020 |

## Producción
Siempre bruja es la segunda serie original de Netflix colombiana después de Distrito salvaje. Está producida por Caracol Televisión y su productor es Dago García. Está escrita por Ana María Parra y Diego Vivanco a partir de la novela Yo, bruja. El rodaje inició en mayo de 2018 en Bogotá, y posteriormente se rodó en Cartagena y Honda.